# أورثو-حمض التولويك
أورثو - حمض التولويك (بالإنجليزية: o-Toluic acid )‏ ، أيضاً يسمّى 2- ميثيل حمض البنزويك ، وهو حمض كربوكسيلي عطري ، صيغته (CH3)C6H4(COOH) . وهو أيزومير لكل من بارا - حمض التولويك وميتا - حمض التولويك . عند تنقيته وبلورته ، يُشكّل الأورثو - حمض التولويك بلورات شكلها إبري . لًوحظ أورثو - حمض التولويك لأول مرة من قِبل السيد وليام رامزي ، مكتشف الغازات النبيلة والحائز على جائزة نوبل في الكيمياء عام 1904 م .